# Woodchester
Woodchester – wieś w Anglii, w hrabstwie Gloucestershire. Leży 17 km na południe od miasta Gloucester i 148 km na zachód od Londynu.